# Gymnostylus
Gymnostylus – rodzaj chrząszczy z rodziny kózkowatych i podrodziny zgrzypikowych.

## Zasięg występowania
Przedstawiciele tego rodzaju występują w Afryce Środkowej.

## Systematyka
Do Gymnostylus należą 2 gatunki:
- Gymnostylus latifrons
- Gymnostylus signatus.